# Carlos Forbs
Carlos Roberto Forbs Borges (Sintra, 19 maart 2004) – alias Carlos Forbs – is een Portugees voetballer die doorgaans als linksbuiten speelt. Hij speelde vanaf 2013 in de jeugd van Sporting Lissabon en Manchester City, totdat hij in augustus 2023 speler werd van Ajax. Die club verhuurde hem vervolgens in 2024 aan Wolverhampton Wanderers. Waarna Ajax Forbs in de zomer van 2025 verkocht aan Club Brugge.

## Clubcarrière

### Jeugd
Op negenjarige leeftijd werd Forbs door Sporting Lissabon gescout. Na één seizoen in de Portugese jeugdopleiding vertrok hij naar Manchester City, waar hij alle jeugdelftallen zou doorlopen. Hij werd in 2021 en 2023 uitgeroepen tot beste speler van het seizoen. Eind 2021 maakte hij zijn debuut in de UEFA Youth League en scoorde het enige doelpunt in een wedstrijd tegen RB Leipzig.
Hij haalde de krantenkoppen in september 2022, toen hij een hattrick scoorde en een assist leverde tijdens Manchester City's openingswedstrijd van de UEFA Youth League (5-1 overwinning tegen FC Sevilla). Een maand later was hij weer belangrijk met een goal en een assist tijdens de 3-1 overwinning tegen FC Kopenhagen. In het seizoen 2022/2023 scoorde hij totaal 29 doelpunten en gaf hij 18 assists in alle competities (33 wedstrijden).

### AFC Ajax
Op 3 augustus 2023 tekende Forbs bij AFC Ajax een vijfjarig contract. Hij was een van de aankopen die werden gedaan op voorspraak van technisch directeur Sven Mislintat. Hij debuteerde op 12 augustus als invaller tijdens het eerste competitieduel van Ajax, thuis tegen Heracles Almelo. Op 25 augustus kwam hij voor het eerst in zijn carrière in Europees verband in actie, tijdens een kwalificatiewedstrijd voor de Europa League, uit tegen Ludogorets. Hij werd onderdeel van een sterk verjongd en vernieuwd Ajax, dat de competitie zeer slecht startte, en na 29 oktober zelfs korte tijd op de laatste plaats van de ranglijst stond. Bij Ajax kreeg hij aanvankelijk redelijk veel speeltijd, vooral als rechtsbuiten, omdat de linksbuitenpositie al werd bezet door Steven Bergwijn. Op de rechtsbuitenpositie had hij wel concurrentie van Steven Berghuis. Op 3 december 2023 maakte hij zijn eerste doelpunt in de Eredivisie, in de met 1-2 gewonnen wedstrijd tegen NEC. Op 21 december werd hij met Ajax uitgeschakeld in het KNVB-bekertoernooi door de amateurs van USV Hercules. In het einde van dit seizoen kreeg hij steeds minder speeltijd.
In seizoen 2024/25 werd hij door Ajax verhuurd aan Wolverhampton Wanderers, dat verplicht zou worden hem te kopen als Forbs dat seizoen tien keer mee zou doen bij de Premier League-deelnemer.

## Clubstatistieken

### Beloften
| Seizoen | Club      | Competitie     | Competitie | Competitie |
| Seizoen | Club      | Competitie     | Wed.       | Dlp.       |
| ------- | --------- | -------------- | ---------- | ---------- |
| 2023/24 | Jong Ajax | Eerste Divisie | 2          | 1          |
| Totaal  | Totaal    | Totaal         | 2          | 1          |

### Senioren
| Seizoen | Club   | Competitie | Competitie | Competitie | Beker | Beker | Overig | Overig | Totaal | Totaal |
| Seizoen | Club   | Competitie | Wed.       | Dlp.       | Wed.  | Dlp.  | Wed.   | Dlp.   | Wed.   | Dlp.   |
| ------- | ------ | ---------- | ---------- | ---------- | ----- | ----- | ------ | ------ | ------ | ------ |
| 2023/24 | Ajax   | Eredivisie | 21         | 2          | 1     | 0     | 10     | 1      | 32     | 3      |
| 2024/25 | Ajax   | Eredivisie | 0          | 0          | 0     | 0     | 0      | 0      | 0      | 0      |
| Totaal  | Totaal | Totaal     | 21         | 2          | 1     | 0     | 10     | 1      | 32     | 3      |

1 Sá ·
2 Doherty ·
3 Aït-Nouri ·
4 Bueno ·
6 Traoré ·
6 André ·
8 J. Gomes ·
9 Strand Larsen ·
11 Hwang ·
12 Cunha ·
14 Mosquera ·
15 Dawson ·
18 Kalajdžić ·
19 R. Gomes ·
20 Doyle ·
21 Sarabia ·
22 Semedo ·
24 T. Gomes ·
25 Bentley ·
27 Bellegarde ·
29 Guedes ·
30 González ·
31 Johnstone ·
33 Meupiyou ·
34 Djiga ·
37 Lima ·
39 Cundle ·
40 King ·
Coach: Pereira